# Basado en una historia real
Basado en una historia real es el nombre del sexto álbum de estudio de la banda Habeas Corpus. Fue lanzado a la venta en marzo de 2006, y está compuesto por 12 canciones.
Basado en una historia real fue grabado entre diciembre y enero de 2006 en los estudios Garate (Andoáin, País Vasco). El álbum fue mezclado, grabado y producido por Haritz Harreguy (técnico de sonido habitual de Soziedad Alkoholika) y masterizado por Jesús Arispoint en el estudio Masteripont (Madrid).
La reciente incorporación de Samuel (de Sugarless) y Jony (de Offbeat), la producción de Haritz y la forma de cantar de MARS provocó un cambio perceptible en el sonido del grupo (girando hacia el hardcore-metal), cosa que el propio grupo andaba buscando. También aparece una canción de amor («Por una vez»), esta vez más evidente que «Distancia» (de Armamente, su anterior álbum de estudio). Además es el último álbum que la banda graba con el guitarrista Nano, el cual dejaría el grupo varios meses después del lanzamiento del disco. Por ello, a partir de los siguientes trabajos el grupo pasa a ser un cuarteto con una sola guitarra.

## Canciones
1. Bajo un manto de olvido
2. A sangre y fuego
3. Mi único dueño y señor
4. Sin voz ni voto
5. Basado en una historia real
6. Por una vez
7. Sea como sea
8. Iconoclasta
9. El eterno camino del reformismo
10. Me niego a ser como tú
11. Ni dentro ni fuera
12. Fascismo nunca más

## Personal
- MARS: voz.
- Nano: guitarra.
- Mr. Chifly: guitarra y coros.
- Jony: bajo y coros.
- Samuel: batería.

### Músicos adicionales
- Pirri (de Escuela de Odio): voz en «Me niego a ser como tú» y «Fascismo nunca más»
- Gorka (de Berri Txarrak): voz en «Por una vez».
- Mikel «BAP!!»: arreglos de batería en «Bajo un manto de olvido».
- Haritz Harreguy: solo de guitarra en «Bajo un manto de olvido» y guitarra en «Mi único dueño y señor» y «Por una vez».

## Personal técnico
- Haritz Harreguy: técnico de sonido, producción y mezclas.
- J. Arispont: masterización.
- Mr. Chifly: diseño y maquetación.